# Kutenais
Els kutenais o ktunaxa (tʌˈnɑːhɑː; Kutenai pron. ktunʌ́χɑ̝) són una nació ameríndia que parlava una llengua aïllada grup Kitunahan o potser wakash de les llengües ameríndies, el nom de la qual prové del piegan ktunai, deformació d'un dels seus noms, dutonaqa o tunahe, però s'anomenen sanka. També foren anomenats sahantla ("mala gent") pels blackfoot, tlutlamaera ("talla-colls") pels assiniboine i gutskiawe ("mentiders") pels cree. Formen un grup lingüístic aïllat i es divideixen en dos grups:
- Upper, amb els piegan del Canadà
- Lower, a Bonner's Ferry (Idaho). Es divideixen en quatre grups: Akiskemikiirik, Akamnik, Akanekunik i Akiyenik.

## Localització
Ocupaven la conca del riu Kutenai i la part alta dels Saskatchewan i Missouri, a la part sud-oriental de la Colúmbia Britànica, el Nord d'Idaho, i NO de Montana. Actualment viuen a les reserves Flathead (Montana) i Kootenai (Idaho).

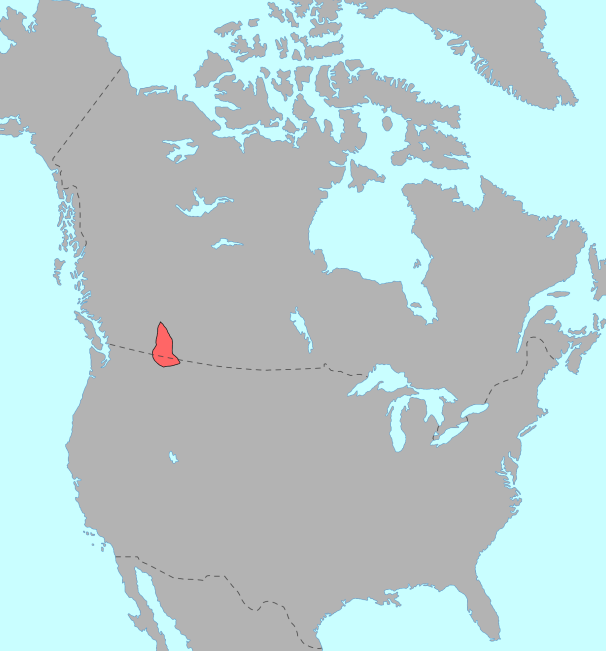
Localització dels kutenai

## Demografia
El 1910 eren un miler, dels quals 554 vivien a Montana (el 1890 uns 400 a Idaho i Montana). El 1960 hi havia uns 103 a Idaho, mentre Asher afirmava que eren uns 650 al Canadà, dels quals només 200 parlaven la llengua. El 1990 hi havia uns 600 a la Colúmbia Britànica i uns 1.500 a Montana.
Segons dades de la BIA el 1995, a la reserva Kutenai de Montana hi havia 150 habitants (165 en el rol tribal). Altres viuen a la reserva reserva índia Flathead. A la Colúmbia Britànica viuen 785 individus a les reserves de Columbia Lake (251 h), Lower Kootenay (205 h) i St Mary's (329 h). Segons dades del cens dels EUA del 2000, hi havia 618 purs, 21 barrejats amb altres tribus, 163 amb altres races i 13 amb altres races i tribus. En total, 815 individus.

## Costums
Els Upper eren sedentaris i tenien els mateixos trets culturals que les tribus de les planures, des del 1700 adoptaren el cavall, el tipi, el tabú de la sogra, la dansa del sol, les festes guerreres i caçaven el bisó. Els Lower, més primitius i nòmades, pescaven i caçaven i llur cultura se semblava a la dels indis del planell, com els paiute. La seva llengua usava moltes formes abreujades per la composició de paraules, com AQ(K).
Llur sistema social era força senzill, sense clans ni castes, i sense un cabdill únic per a tota la tribu, sinó que es dividien en nombroses bandes independents amb un líder nominal cadascuna, però qui tenia una veritable autoritat era el Consell d'Ancians.

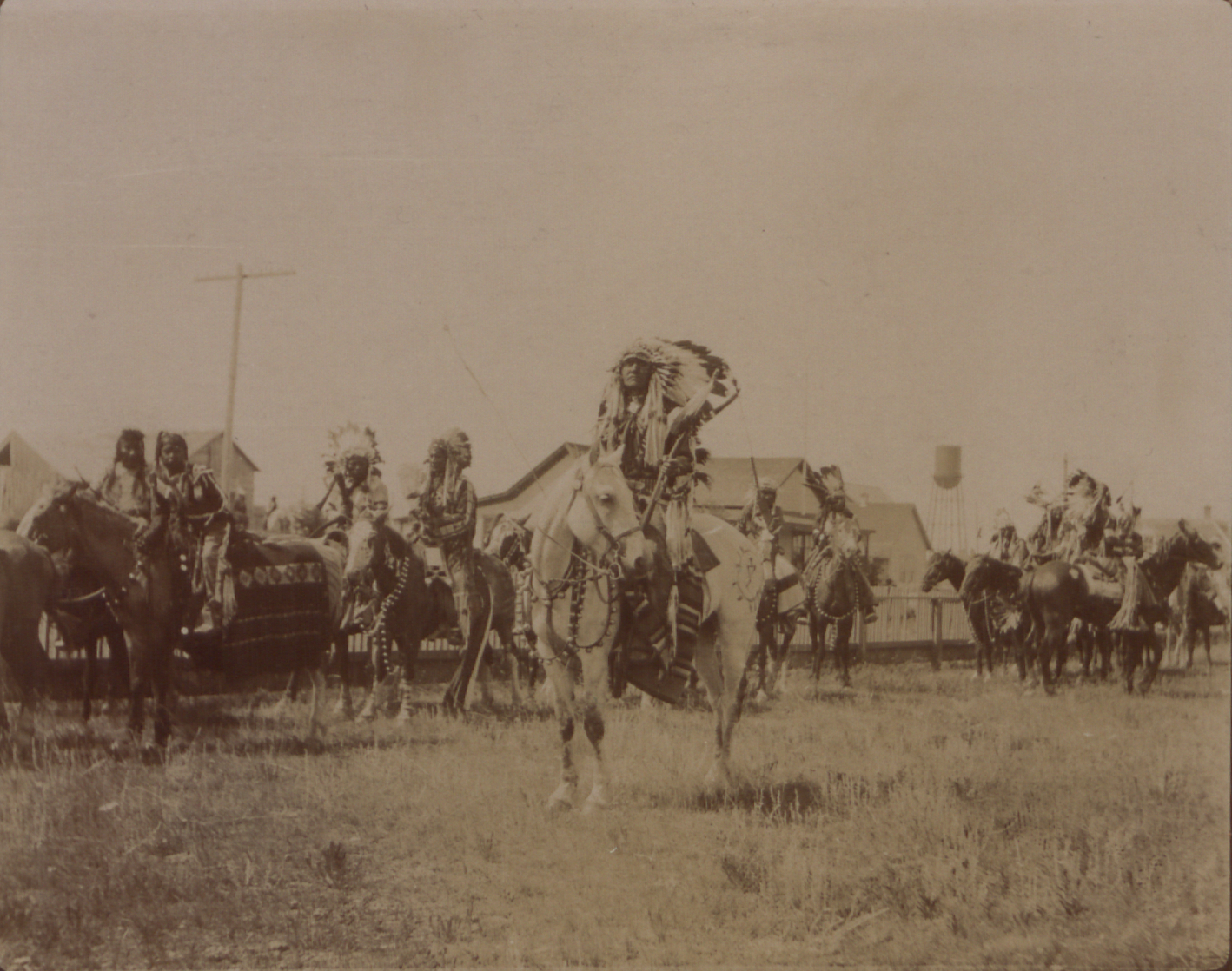
Cap Joe Healy i els seus guerrers

Endemés, mantenien un costum antiquíssim de comptar l'ascendència per les dues bandes del matrimoni, en comptes de fer-ho exclusivament per la part de la mare o del pare.
Creien en nombrosos esperits, adoraven el sol i els xamans eren influents. Els hoems vestien unes robes de pell, i les dones duien túniques, i vivien en tipis de pell cònics, alhora que es pintaven tot el cos. També feien canoes allargades amb punxa d'esturió, de gran qualitat, pintades i guarnides.

## Comunitats
Hi ha 4 bandes al sud-est de la Colúmbia Britànica, una tribu reconeguda federalment a Idaho, una banda al nord-oest de Montana, i també petites poblacions a Washington.
Canadà - Colúmbia Britànica
Consell de la Nació Ktunaxa (KNC) (fins a 2005 Consell Tribal Ktunaxa/Kinbasket (K/KTC))
- Primera Nació Lower Kootenay (Lower Kootenay Indian Band[7] - Ya·qannu·ki, Yaqan nuʔkiy o Yaqaón Nuñkiy - ‘on hi ha la roca’, culturalment són Baixos Kootenay, la seu tribal es troba a Creston en la reserva més poblada Creston #1 al llarg del riu Kootenay, ca. 6 km al nord de la frontera entre Estats Units i el Canadà, reserves: Creston #1, Lower Kootenay #1A, #1B, #1C, #2, #3, #5, #4, St. Mary's #1A, ca 26 km², Població: 214)
- Primera Nació St. Mary's[8] (aka St. Mary's Band – ʔaq̓amniʔk o ʔaq̓am - ‘boscos densament profunds', són culturalment Baixos Kootenay, viuen al llarg del riu St. Mary's vora Cranbrook (Colúmbia Britànica), la seu tribal es troba en la més poblada reserva Kootenay #1, reserves: Bummers Flat #6, Cassimayooks (Mayook) #5, Isidore's Ranch #4, Kootenay #1, St. Mary's #1A, ca. 79 km², Població: 357)
- Primera Nació Tobacco Plains (aka Tobacco Plains Indian Band – ʔa·kanuxunik, Akan'kunik, o ʔakink̓umⱡasnuqⱡiʔit - ‘Poble del lloc del cap que vola’,[9] són culturalment Baixos Kootenay, viuen vora Grasmere (vegeu també Tobacco Plains), al marge oriental del llac Koocanusa sota les boques del riu Elk, ca. 15 km al nord de la frontera entre Colúmbia Britànica i Montana, reserves: St. Mary's #1A, Tobacco Plains #2, ca. 44 km², Població: 165)[10]
- Primera Nació ?Akisq'nuk[11] (aka Columbia Lake Indian Band – A·kisq̓nuknik̓, ʔakisq̓nuk o ?Akisq'nuk - ‘lloc dels dos llacs',[12] són culturalment Alts Kootenay, la seu tribal és a Akisqnuk directament al sud de Windermere, reserves: Columbia Lake #3, St. Mary's #1A, ca. 33 km², Població: 264)[13]

Consell Tribal de la Nació Shuswap, un dels dos consells tribals dels Secwepemc
- Banda Índia Shuswap[15] (Kyaknuqⱡiʔit o Kisamni en Ktunaxa, són culturalment Baixos Kootenay, un grup Secwepemc que s'anomenen a si mateixos Tsqwatstens-kucw ne Casliken - ‘poble entre dues muntanyes', aquest grup de la banda Shuswap, conegut com a ‘Banda Shushwap Kinbasket’,[16] es traslladaren no més tard del segle xviii a la vall de l'alt riu Columbia on s'aliaren amb els Ktuanxa i stoney, a través de matrimonis amb els Ktunaxa esdevingueren parat de la tribu. La reserva més poblada, Shuswap IR, es troba a la vall del Columbia a Rocky Mountain Trench al llarg del marge oriental del riu Columbia, a l'est de les Muntanyes Selkirk, ca. 1,6 km al nord d'Invermere (Colúmbia Britànica), just al nord-est del llac Windermere, reserves: St. Mary's #1A, Shuswap IR, ca. 12 km², Població: 244) - antics membres del Consell de la Nació Ktunaxa (KNC) (conegut fins al 2005 com a Consell Tribal Ktunaxa/Kinbasket (K/KTC))

Estats Units - Idaho
Consell Tribal Kootenai
- Tribu Kootenai d'Idaho[17] (ʔaq̓anqmi o ʔa·kaq̓ⱡahaⱡxu, també anomenats Idaho Ksanka, són culturalment Baixos Kootenay, viuen a la reserva índia Kootenai al comtat de Boundary al NE d'Idaho vora la seu del comtat Bonners Ferry, uns 40 km al sud de la frontera Població en 2000: 75)

Estats Units - Montana
Tribus Confederades Salish i Kootenai de la Nació Flathead
- Tribus Confederades Salish i Kootenai de la Nació Flathead[18] (K̓upawi¢q̓nuk o Ksanka Band, també anomenats Montana Ksanka, són culturalment Baixos Kootenay, viuen vora Elmo en la reserva índia Flathead a Montana occidental, entre Kalispell i Missoula, la banda Ksanka Band forma amb els bitterroot salish (també coneguts com a flathead) i els pend d'oreilles les Tribus Confederades Salish i Kootenai de la Nació Flathead, ca. 5.058 km², Població: uns 6.800 viuen a la reserva, ca. 3.700 viuen fora de la reserva)

Estats Units - Washington
Tribus Confederades de la reserva Colville
- Tribus Confederades de la reserva Colville[19] (un grup de Baixos Kootenay de l'àrea d'Arrow Lakes afiliats amb els senijextee[20] (també coneguts com a Arrow Lakes Band o The Lakes), un poble salish de l'interior, després d'una guerra la major part dels Baixos Kutenai es van traslladar al llac Kootenay a la Colúmbia Britànica, i la resta es van unir als Senijextee en una sola tribu i s'assentaren amb les onze tribus històriques en la reserva índia Colville en l'Altiplà de Columbia al nord de Washington per formar les Tribus Confederades de la reserva Colville, ca. 2.100 km², Població: uns 9.000)

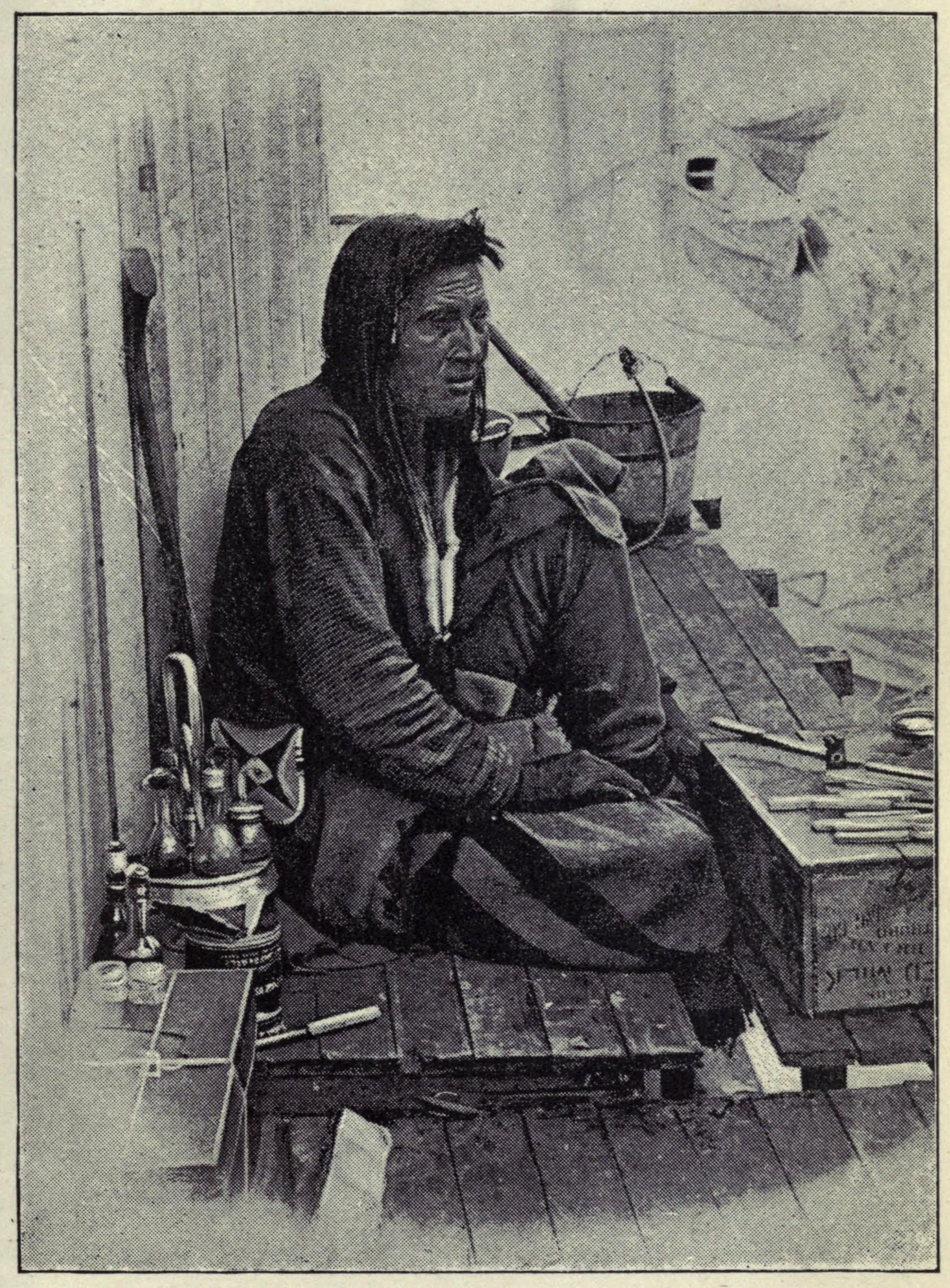
Artesà kutenai, 1887

## Història
Originàriament vivien a l'est de les Rocoses, d'on foren expulsats pels blackfoot i cree, llurs enemics tradicionals. El 1808 contactaren amb el canadenc David Thompson, de la NW Company, i es van fer comerciants; ja el1807 havien fundat l'establiment Kootenai House. Això els permetrà de viure en pau amb els colons de la zona, i en general s'adaptaren bé a la civilització occidental. Però el 1846 el seu territori fou dividit entre Canadà (Colúmbia Britànica) i EUA (Territori de Montana). Pel Tractat de Hell Gate del 16 de juliol del 1855 foren atribuïts a la reserva índia Flathead amb altres tribus salish.
Destacaren la profetessa Kauxuma Nupika ("Duta pels esperits, 1790-1837), qui el 1808 es casà amb l'explorador francès Boisvard, i que quan tornà a la tribu afirmà que s'havia convertit en home. Va morir en un atac dels blackfoot. També fou famós el profeta Bear Track (1790-1880), mig bitterroot salish-kutenai, que afirmava tenir poder per localitzar els búfals. Un altre xamà destacat fou Baptiste Mathias (1876-?), darrer cap de la Sundance i mantenidor del calendari pictogràfic kutenai iniciat el 1826. El 20 de setembre del 1974 el grup d'Idaho va declarar la Guerra als EUA, i va rebre el suport dels caps de l'AIM Roque Dueñas i Leonard Peltier, que foren arrestats a Mercer Island. Actualment el membre més destacat de la tribu és Luana Ross.